# Oka (přítok Volhy)
Oka (rusky Ока) je řeka v Tulské, Orelské, Moskevské, Kalužské, Rjazaňské, Vladimirské a v Nižněnovgorodské oblasti v Rusku. Je dlouhá 1500 km. Povodí řeky je 254 000 km².

## Průběh toku
- Pramení v centrální části Středoruské vysočiny. Řeka teče v údolí o šířce až 1 km, přičemž její koryto dosahuje šířky 20 až 80 m. Horní tok končí u ústí Ugry.
- Na středním toku se řeka obrací na východ a ze severu ohraničuje výběžky Středoruské vysočiny. Šířka doliny kolísá od 400 m do 3 km, při šířce koryta od 250 m do 400 m. Pod ústím Moskvy se dolina rozšiřuje na 20 až 30 km. Koryto je v těchto místech velmi členité s množstvím starých ramen.
- Na dolním toku řeka protéká přes Meščorskou nížinu a říční údolí se několikrát rozšiřuje a zase zužuje. U Muromu dosahuje úval šířky 20 km a jsou v něm stará ramena o délce až 10 km. Šířka koryta zde dosahuje 175 až 550 m a nachází se v něm četné ostrovy. Ústí do Volhy jako její nejdelší pravý přítok. Na celém toku řeka překonává mnohé peřeje.

### Přítoky
Horní tok
- zleva – Žizdra, Ugra
- zprava – Upa

Střední tok
- zleva – Protva, Nara, Moskva, Pra, Gus, Zuša
- zprava – Osjotr, Proňa, Para

Dolní tok
- zleva – Kljazma
- zprava – Mokša, Ťoša

## Vodní režim
Zdrojem vody jsou převážně sněhové srážky (59 % u Orlu, 65 % u Muromi), následují dešťové srážky (>20 %) a podzemní voda (< 20%). Průměrný roční průtok vody u Orlu činí 18,8 m³/s, u Kalugy činí 296 m³/s a u ústí 1300 m³/s. Maximální průtoky v těchto místech jsou 2100 m³/s, 12 600 m³/s a 20 000 m³/s. Zamrzá na horním toku v listopadu až na začátku ledna a na dolním toku na konci října až v prosinci. Rozmrzá na horním toku na konci března až v dubnu a na dolním toku do začátku května. Nejvyšších vodních stavů dosahuje na horním toku od dubna do května a na dolním toku od začátku června. Během jara proteče řekou na horním toku 78 % ročního odtoku a na dolním toku 73 %. V létě (7 až 8 % odtoku) a v zimě (7 až 9 %) jsou vodní stavy nižší, na podzim (8 až 10 %) dochází k povodním, jež jsou způsobeny dešti. Ledy plavou po řece 1 až 20 dní, na dolním toku do 15 dní.

## Využití
Vodní doprava je možná od Čekalinu v délce 1200 km. Nad Rjazaní je řeka splavněna pomocí zdymadel. Byly vybudovány hráze přehradních nádrží (Beloomutovská, Kuzminská). Hlavními převáženými náklady jsou strojní materiály, dřevo, černé uhlí, ropné produkty, obilí, automobily. Místní osobní doprava je rozvinutá pod Kalugou. Dopravní vodní spojení je od ústí řeky Moskvy do Nižního Novgorodu. Turistické trasy po řece vedou z Moskvy do Ufy a také tzv. Moskevský okruh (Moskva, Nižnij Novgorod, Jaroslavl, Rybinsk, Moskva). Podél řeky se nachází mnoho měst, největšími jsou Orel, Beljov, Čekalin, Kaluga, Alexin, Tarusa, Serpuchov, Kašira, Ozjory, Kolomna, Rjazaň, Kasimov, Murom, Pavlovo, Gorbatov, Dzeržinsk a Nižnij Novgorod, který leží při ústí řeky do Volhy. Na řece je rozvinutý rybolov (jeseter malý, jelec jesen, sumec velký, štika obecná, cejn velký, okoun říční).